# یوردان یوچف
یوردان یوچف (به انگلیسی: Yordan Yovchev) ژیمناست زادهٔ ۲۴ فوریهٔ ۱۹۷۳ میلادی اهل کشور بلغارستان است.